# Маркауцы (Бричанский район)
Маркауцы, Мэркэуць (рум. Mărcăuți) — село в Бричанском районе Молдавии. Является административным центром коммуны Маркауцы, включающей также село Новые Маркауцы.

## География
Село расположено на высоте 215 метров над уровнем моря.

## Население
По данным переписи населения 2004 года, в селе Мэркэуць проживает 1571 человек (718 мужчин, 853 женщины).
Этнический состав села:
| Национальность | Число жителей | Процентный состав |
| -------------- | ------------- | ----------------- |
| молдаване      | 818           | 52,07             |
| украинцы       | 654           | 41,63             |
| русские        | 92            | 5,86              |
| гагаузы        | 3             | 0,19              |
| румыны         | 2             | 0,13              |
| прочие         | 2             | 0,13              |
| Всего          | 1571          | 100 %             |